# Arnaud Cazin d'Honincthun
Pour les articles homonymes, voir Cazin.
Arnaud Cazin d'Honincthun, né le 26 janvier 1949 à New York, est un homme politique français. Énarque (major de la promotion Simone-Weil), il est député de la 4e circonscription du Finistère de 1993 à 1997 et maire de Morlaix de 1989 à 1995.

## Biographie
Conseiller d'État et avocat, il est élu conseiller municipal de Morlaix en 1983 sur la « liste d'union de l'opposition pour Morlaix » conduite par Renaïck Roché et devient en 1986, conseiller régional de Bretagne (liste Finistère Opposition). Puis, en 1989, il prend la tête d'une liste intitulée « Morlaix projet » qui bat celle du maire sortant Jean-Jacques Cléach, mettant fin à 18 ans de gestion municipale socialiste.
Candidat de l'UPF aux élections législatives de 1993, il a pour suppléant Adrien Kervella, maire de Saint-Pol-de-Léon. Au premier tour, il recueille 45,94 % des voix, devançant largement ses concurrents, notamment la candidate socialiste Marylise Lebranchu, qui tente de succéder à Marie Jacq. Au second tour, il bat cette dernière avec 52,99 % contre 47,01 %.
Siégeant dans le groupe Union pour la démocratie française et du centre (UDFC), il est membre de la commission des lois, dont il devient vice-président le 5 octobre 1995 et le demeure jusqu'à la fin de la Xe législature.
Sollicitant un nouveau mandat de maire lors des élections municipales de 1995, il est battu par la liste « Agir pour Morlaix » conduite par Marylise Lebranchu, même si la liste « Morlaix j'avance » qu'il dirige est seulement défaite par 78 voix. Il perd aussi son siège de député en 1997 contre cette dernière avec un résultat inverse de celui de 1993 (47,35 % contre 52,65 % pour la candidate socialiste).
Conseiller régional de Bretagne jusqu'en 1998 et conseiller municipal de Morlaix jusqu'en 2001, il se retire de la vie politique bretonne et s'installe à Paris où il est avocat en droit public – inscrit au barreau de Paris – depuis quelques années.
Il est conseiller d'État honoraire.

## Détail des fonctions et des mandats
Mandat parlementaire
- 2 avril 1993 - 21 avril 1997 : député de la quatrième circonscription du Finistère
  - Membre du groupe de l'Union pour la démocratie française et du centre
  - Membre de la commission des lois constitutionnelles, de la législation et de l'administration générale de la République (8 avril 1993 - 21 avril 1997)
  - Vice-président de la commission des lois (5 octobre 1995 - 21 avril 1997)

Mandats locaux
- 6 mars 1983 - 19 mars 1989 : conseiller municipal de Morlaix
- 16 mars 1986 - 22 mars 1992 : conseiller régional de Bretagne
- 19 mars 1989 - 17 juin 1995 : maire de Morlaix
- 22 mars 1992 - 15 mars 1998 : conseiller régional de Bretagne
- 17 juin 1995 - 11 mars 2001 : conseiller municipal de Morlaix